# Nephrogramma separata
Nephrogramma separata là một loài bướm đêm trong họ Crambidae.